# Myszojeż hainański
Myszojeż hainański, gołyszek hajnański (Neohylomys hainanensis) – gatunek niedużego ssaka owadożernego z rodziny jeżowatych. Wyglądem bardziej przypomina szczura lub oposa. Gatunek słabo poznany.

## Występowanie i biotop
Występuje endemicznie na wyspie Hajnan w południowych Chinach. Zasiedla tereny leśne.

## Charakterystyka ogólna
Ma wydłużony, tępo zakończony ryjek. Osiąga długość ciała 120-147 mm, masę ciała 50-70 g. Ubarwienie rdzawobrązowe lub szare, z czarnym pasem biegnącym wzdłuż grzbietu. Spodnia część ciała jest jasnoszara lub żółtawo-biała.

## Zagrożenia i ochrona
W Czerwonej księdze gatunków zagrożonych Międzynarodowej Unii Ochrony Przyrody i Jej Zasobów został zaliczony do kategorii EN (endangered – zagrożony wyginięciem) ze względu na wycinanie lasów pod potrzeby rolnictwa i przemysłu.